# 下相ノ内仮乗降場
下相ノ内仮乗降場（しもあいのないかりじょうこうじょう）は、北海道北見市西相内にあった日本国有鉄道石北本線の仮乗降場（局設定）。1967年（昭和42年）10月1日に利用者僅少により廃駅となった。

## 歴史
- 1950年（昭和25年）11月1日：開設[1]。
- 1967年（昭和42年）10月1日：廃駅[1]。

## 駅構造
単式ホーム1面1線を有する無人駅であった。

## 駅周辺
- 国道39号（北見国道）
- 北見市西29号線

※500 m程離れた国道沿いの西側に「西30号線」停留所、東側に「西28号線」停留所がある。両停留所とも、北海道北見バスの路線（温根湯・留辺蘂線）が経由する。

## 隣の駅
日本国有鉄道
石北本線（廃止時点）
留辺蘂駅 - 下相ノ内仮乗降場 -  *相ノ内駅
*:現在の相内駅